# Museu de Ilulissat
O Museu de Ilulissat (em dinamarquês: Ilulissat Museum, em groenlandês: Ilulissani Katersugaasivik) é um museu de história local da região na cidade gronelandesa de Ilulissat.
Está instalado na casa natal do explorador polar Knud Rasmussen. No seu interior, é apresentada a história da região, desde os primeiros assentamentos humanos até os dias atuais. 

## Galeria

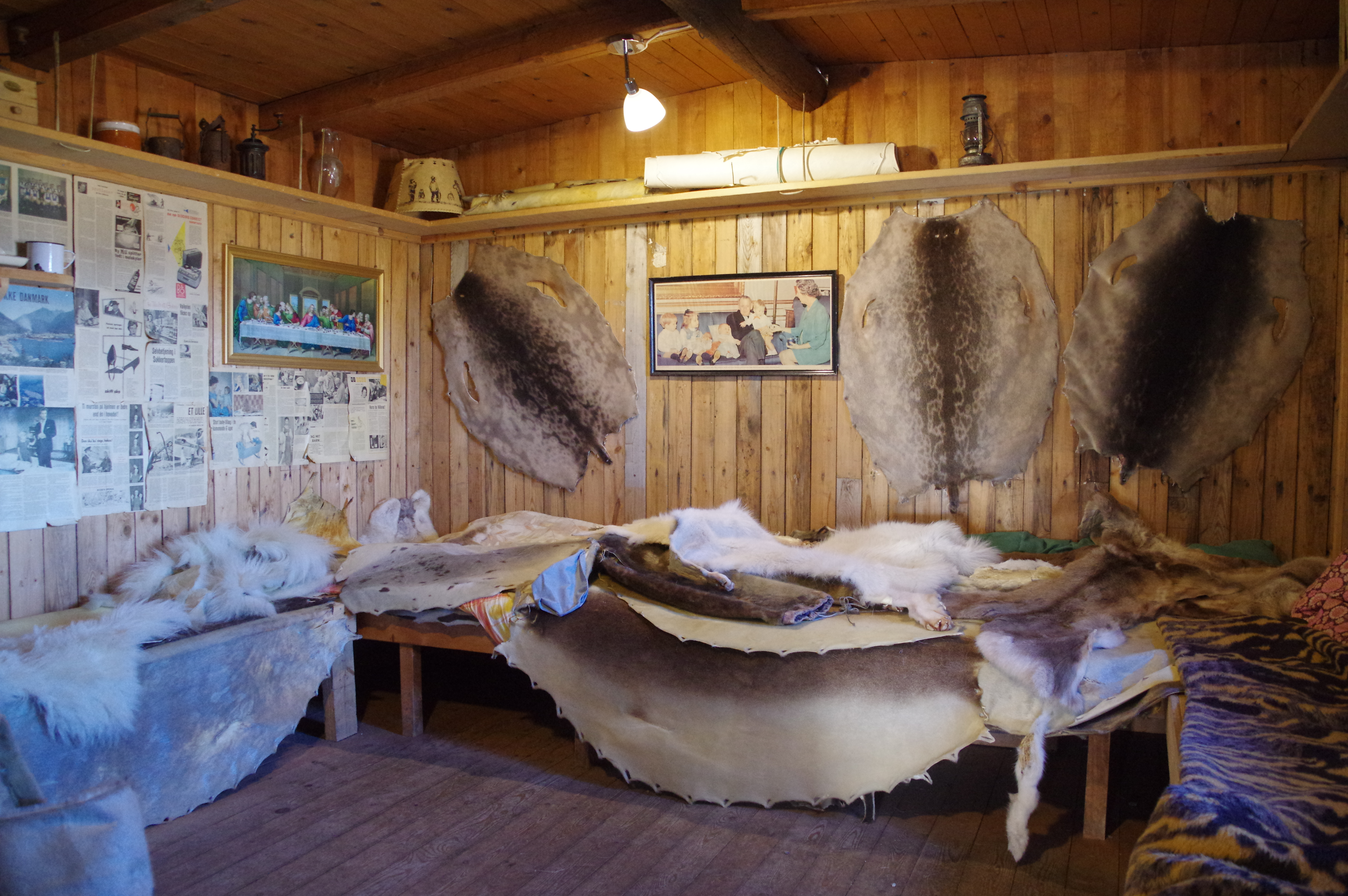
Interior do museu